# Държавен сбор
Държавният сбор на Република Словения (на словенски: Državni zbor Republike Slovenije) е общият представителен орган на Словения. Според Конституцията на Словения и Конституционния съд на Словения това е основната част от ясно изразения непълно двукамарен словенски парламент, законодателната власт на Република Словения. Състои се от 90 члена, избирани за четиригодишен мандат. 88 члена се избират чрез пропорционалната система на партийните списъци, а останалите двама се избират от унгарското и италианското малцинства, които имат абсолютно вето по въпроси, засягащи техните етнически групи.
Към май 2022 г. заседава 9-ият Държавен сбор на Република Словения.

## Законодателна процедура
Законопроект може да бъде внесен в Държявния сбор от:
- правителството;
- депутат;
- Националния съвет;
- 5000 избиратели.

Законодателната процедура започва, когато председателят на Държавния сбор представи законопроект на депутатите.
Има три възможни законодателни процедури:
- обикновена законодателна процедура;
- съкратена законодателна процедура;
- спешна законодателна процедура.

Законопроектите обикновено се приемат с мнозинство от присъстващите депутати. Ако Конституцията изисква мнозинство от две трети (напр. за закони, регулиращи избирателната система, референдуми и закони, които изменят Конституцията), тогава най-малко 60 от общо 90-те депутати трябва да гласуват за приемането на законопроекта.

## Избирателна система
90-те народни представители се избират по два начина. 88 се избират чрез пропорционално представителство с отворени списъци в осем избирателни района с 11 места и местата се разпределят на партиите на ниво избирателен район, като се използва квотата на Дроп. Избраните депутати се идентифицират чрез класиране на всички кандидати на дадена партия в избирателен район по процента на гласовете, които са получили в своя район. Местата, които остават неразпределени, се разпределят между партиите на национално ниво по метода на д'Онт с избирателен праг от 4%. Въпреки че страната е разделена на 88 избирателни района, депутати не се избират от всички 88 района. В някои райони се избира повече от един депутат, което води до липса на избран депутат в някои райони (например 21 от 88 избирателни района нямат избран депутат на изборите през 2014 г.). Партиите трябва да имат най-малко 35% от кандидатите в листите си от всеки пол, освен в случаите, когато имат само трима кандидати; в случай, че имат само трима кандидати, поне по един кандидат трябва да има от всеки пол.
Двама допълнителни депутати се избират от италианското и унгарското малцинство. Гласоподавателите класират всички кандидати в бюлетината, като използват числа (1 е с най-висок приоритет). Кандидатът получава най-много точки (равни на броя на кандидатите в бюлетината), когато избирателят го класира на първо място. Кандидатът с най-много точки печели.